# ایرباس ای۳۱۰ ام‌آرتی‌تی
ایرباس آ-۳۱۰ ام آر تی تی،(مخفف Multi Role Tanker Transport به‌معنای تانکر چندمنظورهٔ ترابری) یک هواپیمای سوخت‌رسان هوایی است که بر پایهٔ هواپیمای پهن‌پیکر غیرنظامی ایرباس آ-۳۱۰ ساخته شده‌است.

## توسعه و پیشرفت
آ-۳۱۰ ام آر تی تی، یک هواپیمای نظامی دو منظوره است و می‌تواند هم به عنوان یک هواپیمای سوخترسان تانکر و هم به عنوان یک هواپیمای باری و ترابری مورد استفاده قرار گیرد.
نخستین ایرباس آ-۳۱۰ ام آر تی تی، در دسامبر سال ۲۰۰۳ میلادی به پرواز درآمد و در اکتبر سال ۲۰۰۴، به واحدهای خود، تحویل داده شد.
نیروی هوایی آلمان، چهار فروند از آ-۳۱۰های خود را به آ-۳۱۰ ام آر تی تی، تبدیل کرده است. نیروهای مسلح کانادا نیز، دو فروند از آ-۳۱۰های خود را به‌ام آر تی تی، تبدیل کرده‌اند که به آنها سی سی-۱۵۰ پولاریس می‌گویند.
آ-۳۱۰ ام آر تی تی، برای انجام ماموریتهای خود، به سه خدمه، نیاز دارد که شامل دو خلبان و یک افسر سوخترسانی هوایی است. افسر سوخترسانی هوایی در داخل اتاقک خلبان قرار گرفته و صندلی وی پشت صندلی خلبان قرار دارد. همچنین دو خلبان، دسترسی مستقیم به بیشتر کارکردهای هواپیما شامل سوخترسانی هوایی دارند.

## نگارخانه

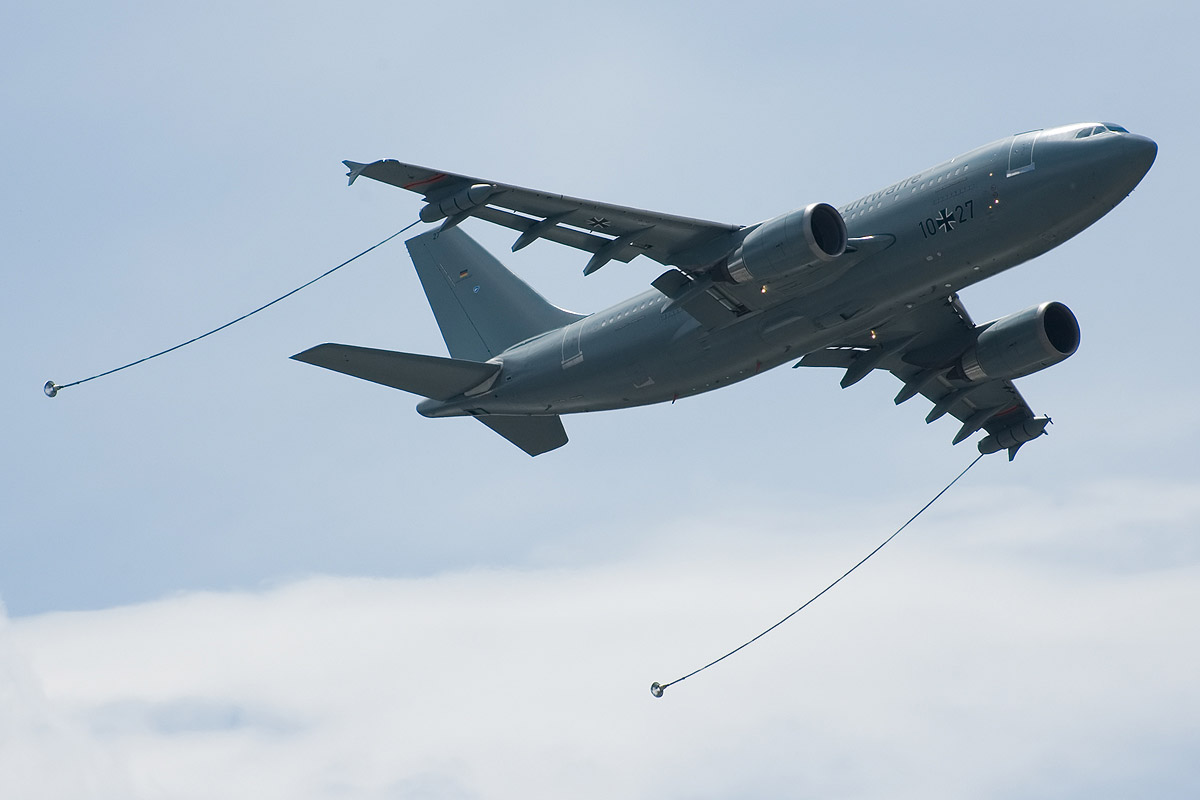
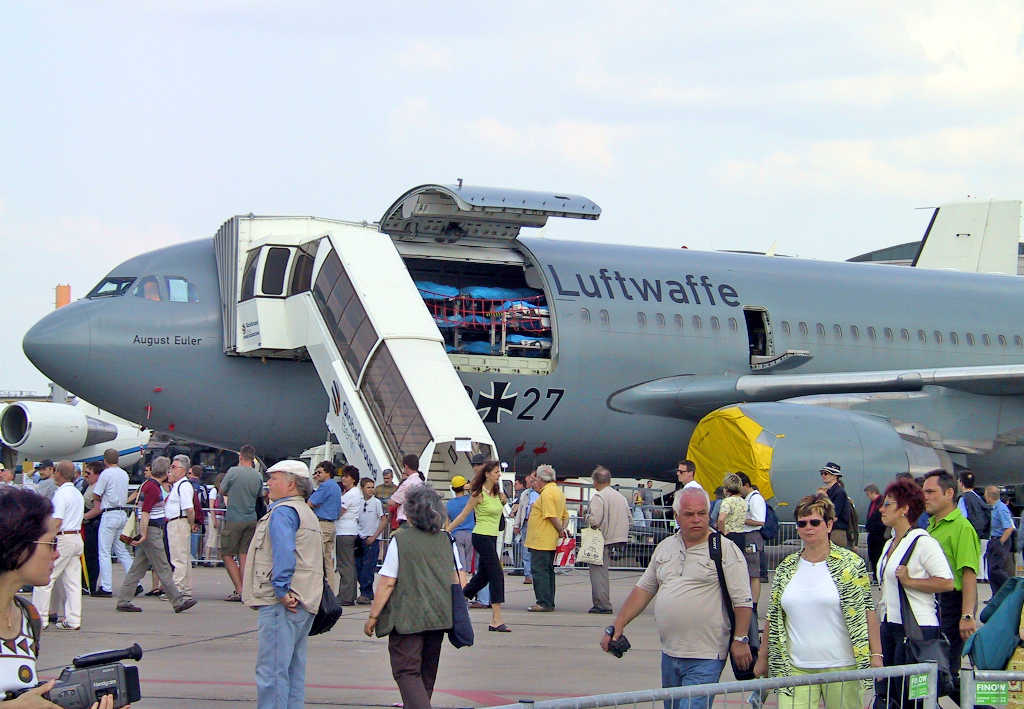
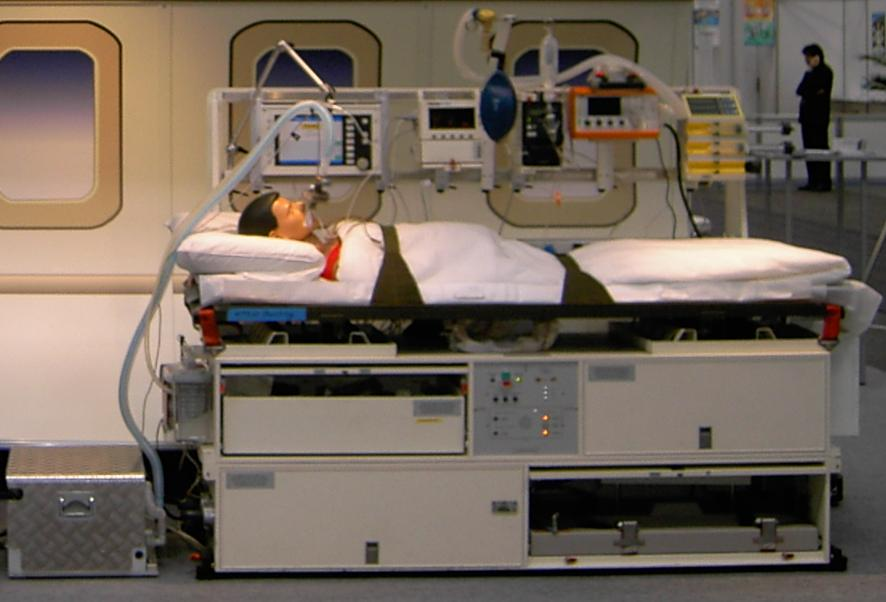
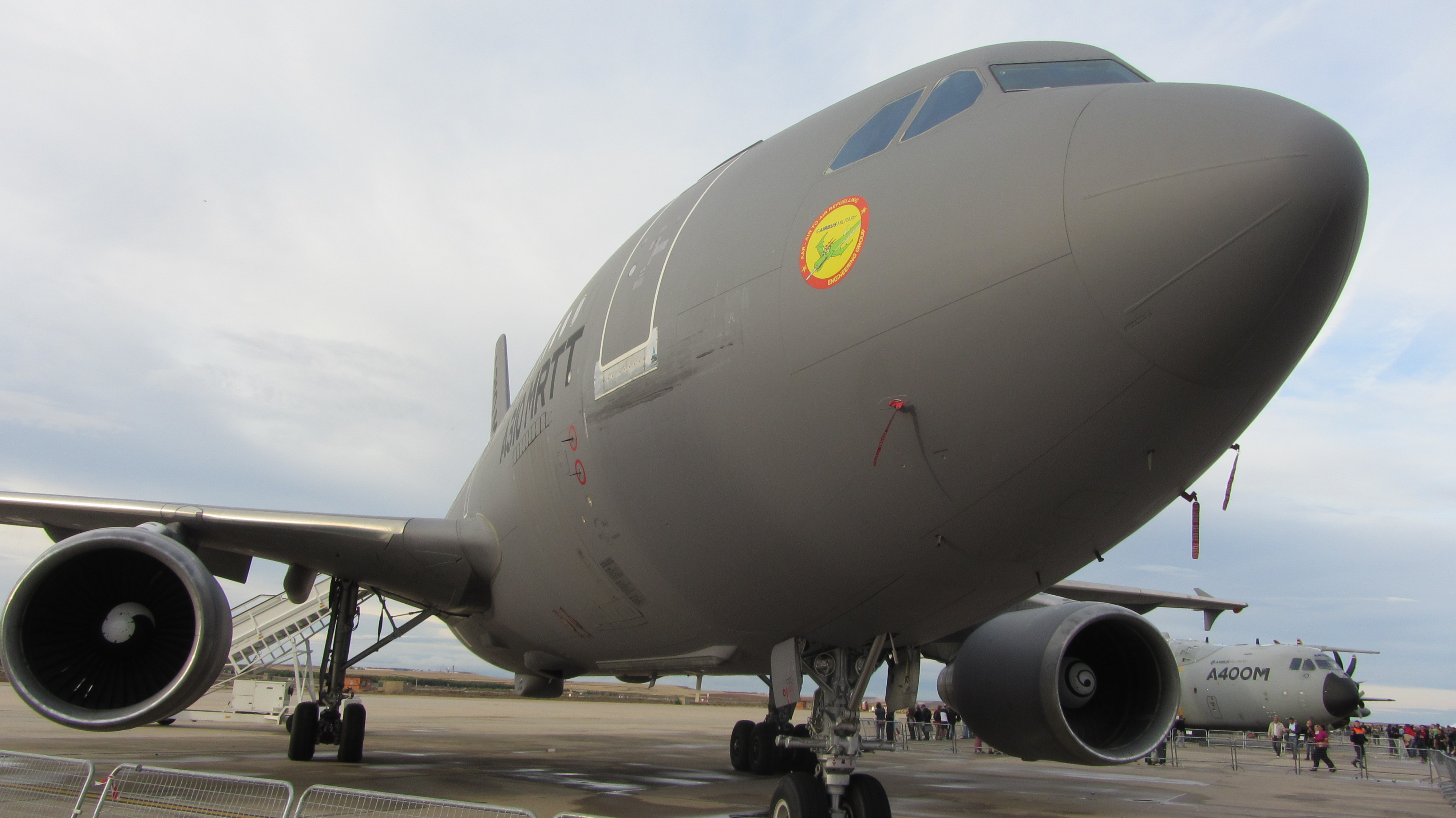
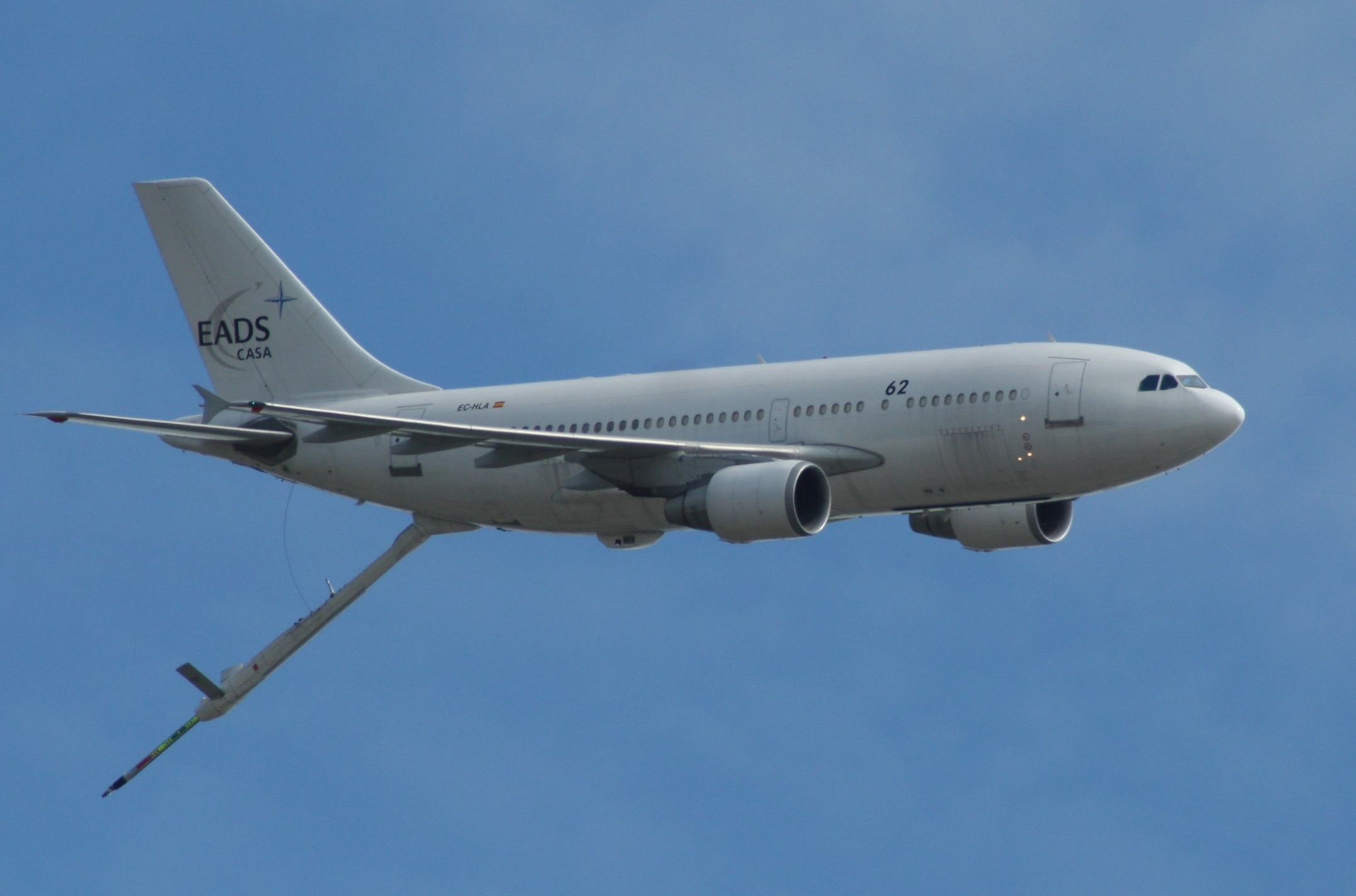